# Trochosa reimoseri
Trochosa reimoseri är en spindelart som beskrevs av William Syer Bristowe 1931. Trochosa reimoseri ingår i släktet Trochosa och familjen vargspindlar. Inga underarter finns listade i Catalogue of Life.